# Hallvard Gråtopp
Hallvard Gråtopp (* wahrscheinlich um 1390 in Drangedal, Norwegen; † um 1438; jedenfalls nicht später belegt) war ein norwegischer Führer eines Bauernaufstandes gegen König Erik von Pommern.
Seine Herkunft und Familie sind unsicher. Als sein Vater wird der Priester in Sauherad Torer Ogmundsson vermutet und seine Mutter sei Margrete Hallvardsdotter aus dem Vrålstad-Geschlecht gewesen. Neuere Forschungen lokalisieren ihn auf dem Hof Vrålstad und meinen, es handele sich um Hallvard Toresson. Urkundlich ist Hallvard erst aus einer Zeit bekannt, als der Aufstand bereits niedergeschlagen war.
Hallvards Bauernaufstand war eine Fortsetzung des Aufstandes von Amund Sigurdsson Bolt, der 1436–1437 stattgefunden hatte. Möglicherweise war er damals sogar dabei, denn ein Hallvard Toresson gehörte zu den Anführern um Amund Sigurdsson. Dessen Schar hatte aus Bauern aus dem zentralen Gebiet im Osten bestanden. Hallvards Aufständische kamen aus Telemark. Später, als sich die Aufständischen nach Oslo bewegten, erhielten sie auch Zulauf aus Asker und Bærum.
Die Aufständischen zogen zunächst zum Hof Mæla, dem Sitz des dänischen Vogtes Herlaug Pedersøn, dann nach Brunla in Brunlanes (heute Larvik), dem Witwensitz von Sigrid Nikolasdotter Galle. Sie war die Witwe des pommerschen Adligen Markvard Bukk und Mutter des Burghauptmanns von Akershus Olav Bukk. Dort wohnte auch der dänische Vogt Jusse Jakobsøn. Dieser floh mit seiner Familie in die Kirche von Tanum, wo er auch nicht sicher war, sondern überfallen wurde. Nach ständig wachsendem Zulauf zogen die Aufständischen schließlich nach Oslo. Olav Bukk bekam Hilfe von seinem Vorgänger Svarte Jens, und diesen beiden gelang es, die unorganisierte Bauernschaar zu vertreiben. Den Bauern wurde versprochen, dass sie ihre Beschwerden im Sommer 1439 auf einem Reichstag vorbringen könnten. Vieles spricht dafür, dass zu dieser Zeit Hallvard bereits tot war. Außerdem scheint es bei diesem Aufstand mehr Plünderungen gegeben zu haben als beim Aufstand Amund Bolts, wohl weil mehr Entwurzelte an dem Heerhaufen beteiligt waren, als bei den Bauern Bolts.
Über diese Reichsversammlung von 1439 gibt es keine Nachricht. Stattdessen steht aber fest, dass die Aufständischen in Telemark anders als die Aufständischen von Amund Sigurdsson kollektiv bestraft wurden. Die Standardstrafe war die Ablieferung einer Kuh, oder vier Häute – zwei gute Marderfelle und zwei gute Luchsfelle. Die Mitläufer außerhalb von Telemark erhielten individuelle Strafen. Die Anführer mussten 60 Mark an den König bezahlen und den Geplünderten Schadenersatz leisten.
Der politische Hintergrund waren offenbar die Übergriffe der Vögte und die Tatsache, dass die Amtsträger Ausländer waren. Denn nur gegen diese richtete sich der Aufstand.